# Бродская, Лидия Исааковна
Лидия Исааковна Бродская (1910—1991) — советская художница-живописец. Народный художник СССР (1980).

## Биография

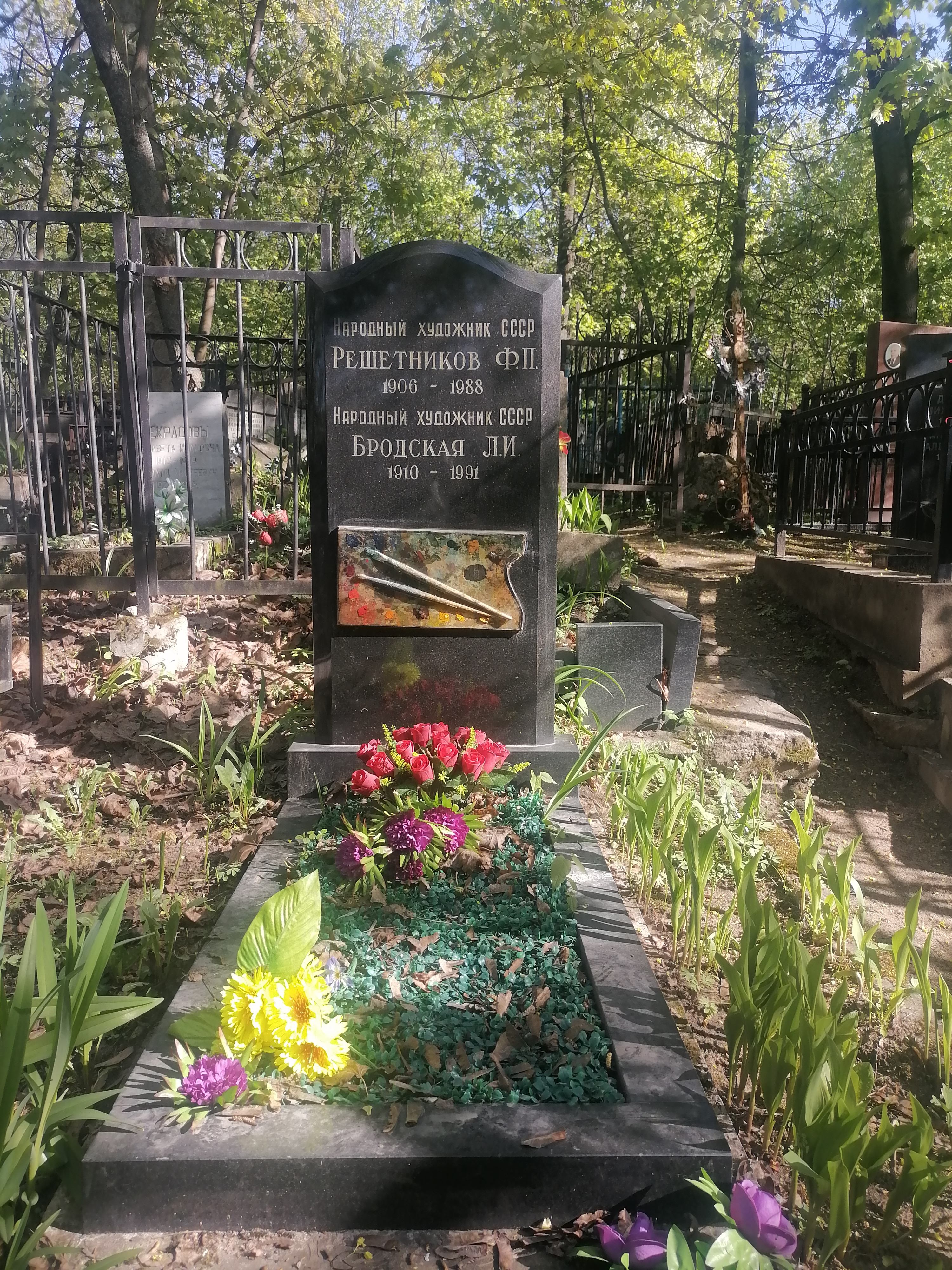
Могила на Ваганьковском кладбище

Лидия Исааковна Бродская родилась 13 марта 1910 года в Санкт-Петербурге.
В 1921—1928 годах училась в Петроградском хореографическом училище (ныне Академия русского балета имени А. Я. Вагановой). В 1935—1938 годах в качестве вольнослушательницы посещала Ленинградский институт живописи, скульптуры и архитектуры (ныне — имени И. Е. Репина) (мастерская отца И. И. Бродского).
С 1940 года — в Москве. Работала в жанре натюрморта под руководством Н. М. Крымова (серия «Цветы»), затем — в Окнах ТАСС (1941).
Посвятила свое творчество изображению родной природы. Автор картин-пейзажей, посвященных природе Урала, Сибири, Дальнего Востока, Украины.
Участница выставок с 1944 года. Работы экспонировались на выставках во Франции (1948), Финляндии (1950), Польше (1951), Индии (1951), Китае (1954), Сирии (1955). Персональные выставки проходили в Москве в 1948, 1949, 1955 годах.
Произведения художницы хранятся в Государственной Третьяковской галерее, Русском музее и других крупных музейных собраниях.
Член-корреспондент Академии художеств СССР (1970).
Лидия Исааковна Бродская умерла в 1991 году в Москве (по другим источникам — в Ленинграде). Похоронена на Ваганьковском кладбище (42 уч..), рядом с мужем.

### Семья
- Отец — Исаак Израилевич Бродский (1883—1939), живописец, график, педагог, организатор художественного образования. Заслуженный деятель искусств РСФСР (1932).
- Мать — Любовь Марковна Бродская (урождённая Гофман, 1888—1962), художник.
- Муж — Фёдор Павлович Решетников (1906—1988), живописец, график. Народный художник СССР (1974).
  - Дочь — Любовь Фёдоровна Решетникова (род. 1943), художница

## Награды и звания
- Заслуженный художник РСФСР (1965)
- Народный художник РСФСР (1974)
- Народный художник СССР (1980)
- Государственная премия РСФСР имени И. Е. Репина (1977) — за картины «Весна», «Над просторами России», «Байкал»
- Серебряная медаль АХ СССР (1981)

## Работы
- «Края родные» (1950)
- «Русская зима», «Весна» (1961—1967)
- «Баргузинский заповедник» (1962)
- «Наш Дальний Восток» (1970)
- «Закат над Днепром» (1972)
- «Просторы весны» (1975)
- пейзажи «Повеяло весной», "Скошенная рожь, «После дождя», «Полдень», «Вдали — Москва», «Зима в Подмосковье», «Ясный день», «Осенью», «Над просторами России», «Оттепель», «После грозы», «Байкал», «Казбек», «Радуга над Днепром», «Весенние поля», «Март», «Рожь золотая», «Рожь колосится», «Заснеженный лес», «Зимние сумерки», «Морозное утро», «Зимний вечер», «Зима», «Мороз», «Зимняя дорога», «В лесу зимой», «Зимка», «Зимняя сказка», «Лес в снегу», «Урал», «Южный Урал», «Сибирь», «Енисей», «Забайкалье», «Зима таежная».